# John Adams Dix
John Adams Dix (24 de julio de 1798 - 21 de abril de 1879) fue Secretario del Tesoro, gobernador de Nueva York y Mayor General de la Unión durante la guerra civil estadounidense. Fue notable por arrestar a la legislatura pro sur de Maryland, con el fin de evitar que ese dividido estado fronterizo se secesionara, y por organizar un sistema de intercambio de prisioneros a través del cartel de Dix-Hill, concluido en asociación con el mayor general confederado Daniel Harvey Hill.

## Inicios
Dix nació en Boscawen, New Hampshire, hijo de Timothy Dix y Abigail Wilkins, y hermano del compositor Marion Dix Sullivan. Se educó en la Phillips Exeter Academy, y se unió al ejército de los Estados Unidos como alférez en mayo de 1813, sirviendo bajo la dirección de su padre hasta la muerte de este unos meses después. Alcanzó el rango de capitán en agosto de 1825 y renunció al ejército en diciembre de 1828.
En 1826, Dix se casó con Catherine Morgan, la hija adoptiva del congresista John J. Morgan, quien le dio a Dix un trabajo para supervisar sus tierras en el norte del estado de Nueva York en Cooperstown. Dix y su esposa se mudaron a Cooperstown en 1828, y él ejerció la abogacía además de supervisar sus propiedades. En 1830, fue nombrado por el Gobernador Enos T. Throop como Ayudante General de la Milicia del Estado de Nueva York, y se trasladó a Albany, Nueva York. Fue Secretario de Estado de Nueva York de 1833 a 1839, y miembro de la Asamblea del Estado de Nueva York en 1842.

## Senador de los Estados Unidos

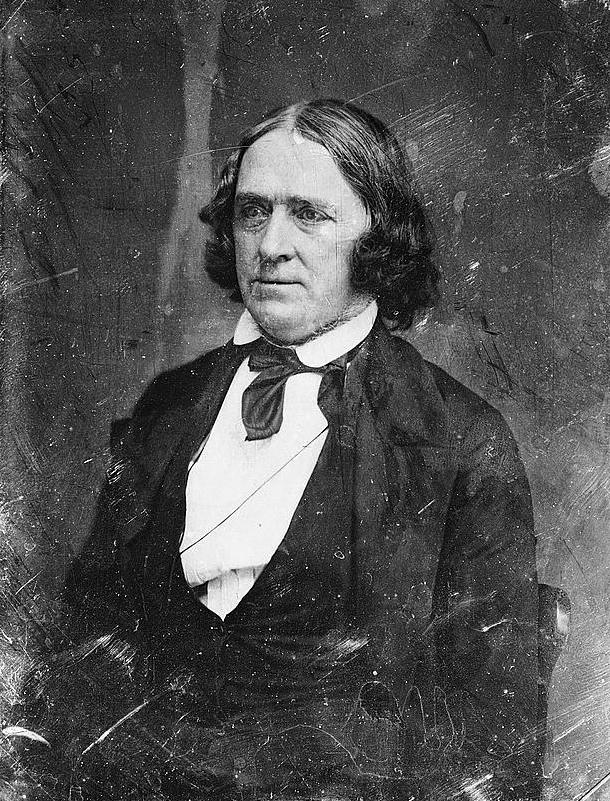
Dix como senador

Dix fue elegido por el Partido Demócrata en el Senado de los Estados Unidos para llenar la vacante causada por la renuncia de Silas Wright, Jr. y ocupó el cargo de 1845 a 1849. En noviembre de 1848, fue el candidato de Barnburner/FreeSoil para gobernador de Nueva York, pero fue derrotado por el Whig Hamilton Fish. En febrero de 1849, se postuló para la reelección al Senado de Estados Unidos como candidato de los Barnburners, pero la mayoría Whig de la Legislatura Estatal eligió a William H. Seward.

## Presidente del ferrocarril y jefe de correos
En 1853 Dix fue presidente de los Ferrocarriles de Misisipi y Misuri. Fue nombrado Jefe de Correos de la ciudad de Nueva York y sirvió desde 1860 hasta 1861.
Además de sus deberes militares y públicos, Dix fue presidente de Union Pacific de 1863 a 1868 durante la construcción del Primer Ferrocarril Transcontinental. Fue la figura del barón ferroviario Thomas C. Durant, en sus dos presidencias ferroviarias. También fue brevemente Presidente del Ferrocarril de Erie en 1872.

## Servicio durante la Guerra de Secesión
Dix fue nombrado Secretario del Tesoro de los Estados Unidos por el presidente James Buchanan en enero de 1861. Al estallar la Guerra de Secesión, envió un telegrama a los agentes del Tesoro de Nueva Orleans ordenando que "si alguien intenta bajar la bandera estadounidense, dispárale en el acto". Aunque el telegrama fue interceptado por los confederados y nunca fue entregado a los agentes del Tesoro, el texto llegó a la prensa, y Dix se convirtió en uno de los primeros héroes del Norte durante la guerra civil. El dicho se encuentra en muchas fichas de la Guerra de Secesión acuñadas durante la guerra, aunque la redacción está ligeramente modificada.

### Mayor General
Al comienzo de la guerra, Dix fue nombrado mayor general en la milicia de Nueva York. Con George Opdyke y Richard Milford Blatchford, formó el Comité de Defensa de la Unión, facultado por el presidente Abraham Lincoln para gastar dinero público durante la recaudación inicial y el equipamiento del Ejército de la Unión. Se unió a este ejército como el mayor general de más alto rango rango de voluntarios durante la guerra, con efecto a partir del 16 de mayo de 1861; también fue nombrado ese día Nathaniel P. Banks y Benjamin Franklin Butler, pero el nombre de Dix apareció primero en la lista de promoción, lo que significa que tenía antigüedad sobre todos los generales de voluntarios. En el verano de 1861, comandó el Departamento de Maryland y el Departamento de Pensilvania. Su importancia al comienzo de la Guerra de Secesión fue arrestar a seis miembros de la Asamblea General de Maryland y, por lo tanto, impedir que la legislatura se reuniera, lo que evitó que Maryland se separara y le hizo merecedor de la gratitud del Presidente Lincoln. Ese invierno, comandó una organización regional conocida como "Comando de Dix" dentro del Departamento del Potomac del General de División George B. McClellan. Dix comandó el Departamento de Virginia desde junio de 1862 hasta julio de 1863, y el Departamento del Este desde julio de 1863 hasta abril de 1865.
El 22 de julio de 1862, Dix y el General de División confederado Daniel Harvey Hill concluyeron un acuerdo para el intercambio general de prisioneros entre la Unión y los ejércitos confederados, que se conoció como el cartel de Dix-Hill. Estableció una escala de equivalencias, en la que un oficial sería intercambiado por un número fijo de hombres alistados, y también permitía la libertad condicional de los prisioneros, que se comprometerían a no prestar servicio en calidad de militares hasta que se intercambiaran oficialmente. (El cartel funcionó bien durante unos meses, pero se rompió cuando los confederados insistieron en tratar a los prisioneros negros como esclavos fugitivos y devolverlos a sus anteriores dueños).
El 10 de octubre de 1862, el Secretario de la Marina de Lincoln, Gideon Welles, escribió que existía "una trama de permisos, favores especiales, agentes del Tesoro y administración inadecuada" y fue organizado por el Secretario del Tesoro Salmon P. Chase para el General John A. Dix. El motivo de Chase parecía ser la influencia política y no el beneficio económico.
Dix era considerado demasiado viejo para el comando de campo. Algunos creen que su contribución más distinguida a la guerra fue la supresión de los disturbios de Nueva York en julio de 1863, aunque los disturbios ya habían disminuido cuando reemplazó al general John E. Wool. Se desempeñó como presidente temporal de la Convención de la Unión Nacional de 1866.

### Carrera posterior
Fue ministro de los Estados Unidos en Francia de 1866 a 1869.
Fue Gobernador de Nueva York de 1873 a 1874, elegido por el Partido Republicano en noviembre de 1872, pero fue derrotado para la reelección por Samuel J. Tilden en noviembre de 1874. Sufrió otra derrota cuando se postuló para alcalde de la ciudad de Nueva York en 1876.

## Muerte
Dix murió en la ciudad de Nueva York y fue enterrado en el Cementerio de la Iglesia de la Trinidad.

## Legado
- Sus memorias, contenidas en dos volúmenes, fueron compiladas por su hijo, Morgan Dix.[11]

- Fort Dix, Nueva Jersey, un puesto del Ejército de los Estados Unidos, lleva el nombre de Dix, al igual que Dix, Illinois, y también Dix Township, Condado de Ford, Illinois, y varios cúteres, John A. Dix.

- Dix Mountain, uno de los Adirondack High Peaks, fue nombrado en su honor. El nombre se extendió más tarde a toda su área de distribución y se aplicó extraoficialmente a las vecinas High Peaks South Dix y East Dix. La unidad de manejo de la reserva forestal en la que se ubican estos picos es el Área Silvestre de la Montaña Dix.

- Hay un monumento en memoria de Dix en la catedral de Todos los Santos (Albany, Nueva York).